# Paolo Costa (poeta)
Paolo Costa (Ravenna, 13 giugno 1771 – Bologna, 20 dicembre 1836) è stato un poeta, filosofo e letterato italiano.

## Biografia
Figlio di Domenico e di Lucrezia Ricciarelli, nel 1780 inizia a studiare nel Collegio dei Nobili. Ottiene dal padre di lasciare Ravenna e trasferirsi a Padova, dove ha come insegnanti Melchiorre Cesarotti e Simone Stratico. Durante i tre anni trascorsi in Veneto diventa amico di Ugo Foscolo. In seguito all'invasione dei francesi, deve interrompere gli studi. Ritorna a Ravenna, dove è impiegato, trasferendosi poi a Bologna.
Ripresi gli studi umanistici, frequenta Giordano Bianchi Dottula, Dionigi Strocchi e Pietro Giordani; durante il Regno d'Italia ottiene la cattedra di filosofia nel liceo di Treviso prima e in quello di Bologna poi. Soppresso il liceo pubblico dalla Restaurazione, nel 1822 continua l'insegnamento privato nella sua villa bolognese fino al 1831 (Marco Minghetti fu tra i suoi allievi), quando è costretto a riparare a Corfù (mare Adriatico meridionale) perché sospettato di essere affiliato alla Carboneria.
Può rientrare nel 1832 a Bologna, dove muore pochi anni dopo. È sepolto nel Chiostro V della Certosa di Bologna, il suo monumento funebre è opera di Cincinnato Baruzzi.
Fu membro dell'Accademia della Crusca.

## Il pensiero
Letterato neoclassico e dunque antiromantico, fu ammiratore del corregionale Vincenzo Monti e sostenitore del purismo in letteratura e del sensismo di Condillac in filosofia. Nella lettera a Ferdinando Ranalli di introduzione al Della sintesi e dell'analisi così riassume le sue concezioni filosofiche:
“È necessario, per togliere la infinita confusione che è nelle scienze ideologiche, di dare ai vocaboli un determinato valore. Io sostengo che questo non si può ottenere, come pensava il Locke, colle definizioni (le quali sono scomposizioni delle idee), se prima le idee non sieno state ben composte; sostengo che queste non si possono compor bene, se prima non si conoscono quali ne sieno gli elementi semplici; sostengo che gli elementi semplici sono le reminiscenze relative alle sensazioni, e che le idee si compongono di sì fatti elementi, e del sentimento dei rapporti delle une e delle altre, cioè dei giudizii. Da ciò conséguita che l'esperienza (se l'esperienza vale ciò che si sente mediante l'attenzione) è il fondamento della scienza umana. I Kantisti ed altri filosofi distinguono le idee in idee soggettive e in idee oggettive, ed attribuiscono un'origine alle une ed un'origine alle altre. Questa distinzione può esser buona: ma non è buona l'ammettere che abbiano origini di natura diversa. Hanno un'origine stessa, e questo si fa palese per un solo esempio. Da idee soggettive nascono le proposizioni seguenti: "Le reminiscenze sono in me, le reminiscenze si associano." Qual è l'origine delle idee dalle quali derivano sì fatte proposizioni? Il sentimento. Dire che la reminiscenza del color di rosa è in me, è dire che io sento che è in me; così direte dell'altra proposizione. Dalle idee oggettive nascono queste altre proposizioni: "I corpi pesano: le rose mandano odore." Da che nascono elle? Dal sentimento: perciocché dire che i corpi pesano, è lo stesso che dire "sento il peso, giudico, ovvero ho il sentimento, che la cagione della mia sensazione tattile è nel corpo." Così dire "le rose mandano odore" è dire: "sento l'odore, ed ho il sentimento (giudico) che l'odore ha una delle cagioni in cose fuori, cioè che non sono in me." Fra le idee soggettive e le oggettive non vi è altra differenza, se non che nelle prime sentiamo che la cagione è nella nostra persona; nelle seconde, che una delle cagioni è in noi, l'altra nelle cose fuori. Ma come sentiamo noi che vi sia una cosa fuori? Questo è il gran problema dagl'ideologi non ancora soluto; ma l'ignoranza in che siamo non dà facoltà legittima alle scuole trascendentali di concludere che questo giudizio non dipende dal sentire. Egli è un sentimento, cioè un rapporto sentito fra sensazioni e reminiscenze; ché se tale non fosse, nessuno potrebbe dire: "L'idea che ho (di una rosa p.e.), ha le sue cagioni fuori di me" perciocché una sì fatta proposizione suppone che l'uomo, che la proferisce, abbia o le sensazioni o le reminiscenze relative alle sensazioni prodotte dalla rosa, e l'idea della sua persona che sente. Voi vedete chiaramente, che nell'uno e nell'altro degli addotti esempii le modificazioni chiamate idee, e i sentimenti dei loro rapporti sono nell'anima, e che quindi si esprimono falsamente coloro, che dicono: "Sentiamo i corpi fuori di noi." Dovrebbero dire: sentiamo che una delle cagioni del nostro sentire non è in noi. Coi fondamenti da me posti si può stabilire una dottrina (se il buon desiderio non mi acceca), per la quale vadano a terra le opinioni di coloro che disprezzano la filosofia lockiana, e che con odiosa espressione la chiamano dottrina de' sensuali; con che danno a divedere, che essi mattamente opinano che il materiale organo del senso senta e percepisca, senza accorgersi che se gli occhi e le orecchie e il naso sentissero ciascuno separatamente, non potrebbe giammai nascere giudizio alcuno circa le qualità delle sensazioni di natura diversa: l'uomo non potrebbe mai dire: "questo odore mi diletta più di questo colore" e così via discorrendo. Il sentimento di un solo centro, egli è l'anima: e l'anima sente in sé mesima, e non fuori di sé. Potrà parere che questa dottrina sia la stessa che quella dell'idealista Bercleio (George Berkeley); ma essa è diversa, poiché ammette che oltre le idee vi sieno fuori dell'uomo le cagioni di esse idee. Di queste cagioni noi conosciamo l'esistenza, e nulla più. Che cosa sono i corpi in se stessi? A questa interrogazione non si può rispondere se non dicendo: Sono ignota cagione delle nostre sensazioni. Sappiamo che esistono, sappiamo che si modificano, e tutto ciò sappiamo, perché fanno delle mutazioni nell'animo nostro. Dal che si deduce ciò che dianzi vi dissi, che le idee tutte hanno per loro primitivi elementi le sensazioni, le reminiscenze, i sentimenti che sono nell'anima, e non fuori di lei. Così la pensano i lockiani e i condilacchiani, chiamati per beffa dai moderni autori col nome di sensualisti e di materialisti. Materialisti a buona ragione si possono chiamare i nostri avversarii, o almeno materialisti per metà, giacché ammettono che i sentimenti del corpo percepiscano, e giudichino relativamente alle qualità delle cose esterne. Leggete le lettere filosofiche del Galluppi stampate non è guari in Firenze. In quelle troverete chiaramente esposte le dottrine condilacchiane, quelle di Hume circa la causalità, e segnatamente quelle di Kant. Se dalle mie teoriche si possono ricavare gli argomenti validi a confutare le opinioni dei trascendentali, o di coloro, che oggi si danno il nome di eclettici, io vi prego di compilare alcune note, o vogliam dire corollarii, pei quali si vegga manifesta la falsità di alcuni principii del Bercleio, del Reid e del Kant, la filosofia dei quali è fonte della massima parte delle moderne follie."

## Opere
- Paolo Costa, Vita di Dante;
- Paolo Costa,  Paolo Costa, Giovanni Battista Borghi e Melchiorre Missirini, La divina commedia, con le note di Paolo Costa, e gli argomenti dell'Ab.G. Borghi. Adorna de 500 vignette, a cura di Giovanni Battista Niccolini e Giuseppe Bezzuoli, Tomo III, Firenze, Stabilimento artistico Fabris, 1831, OCLC 908981699. URL consultato l'8 settembre 2019 (archiviato l'8 settembre 2019). Ospitato su archive.is.
- Paolo Costa, Dell'arte poetica
- Paolo Costa, Della elocuzione;
- Paolo Costa, Della sintesi e dell'analisi;
- Paolo Costa, Del modo di comporre le idee e di contrassegnarle con vocaboli precisi a fine di ben ragionare;
- Dizionario della lingua italiana, elaborato dal 1818 al 1829;
- Laocoonte (poesia, 1817);
- Fu autore traduzioni di opere straniere.